# Montenegro en los Juegos Paralímpicos de Pekín 2008
Montenegro estuvo representado en los Juegos Paralímpicos de Pekín 2008 por un deportista masculino. El equipo paralímpico montenegrino no obtuvo ninguna medalla en estos Juegos.